# مرسيدس بنز دبليو 140
مرسيدس بنز W140 هي سلسلة من السيارات من صناعة شركة السيارات الألمانية مرسيدس بنز أنتجت في عام 1991 إلى 1997و في الاسواق الامريكيه الى 1999. كشفت مرسيدس-بنز النقاب عن W140 S-Class في معرض جنيف للسيارات في مارس 1991 مع إنطلاق المبيعات في أبريل 1991 وفي أمريكا الشمالية في أغسطس 1991. كما هو الحال مع كل جيل من الفئة S، قُدم عدد كبير من الابتكارات في مجال التكنولوجيا وحماية المناخ. انتقلت هذه الابتكارات لاحقًا إلى طرازات الفئة C والفئة E بمرور الوقت وكان سعرها يتراوح بوقتها من( 500000 دولار- 1000000 دولار ).